# Neosiro
Genre
Synonymes
- Tillamooksiro Karaman, 2022

Neosiro est un genre d'opilions cyphophthalmes de la famille des Sironidae.

## Distribution
Les espèces de ce genre sont endémiques des États-Unis.

## Liste des espèces
Selon World Catalogue of Opiliones (25/03/2023) :
- Neosiro (Neosiro) Newell, 1943
  - Neosiro boyerae (Giribet & Shear, 2010)
  - Neosiro exilis (Hoffman, 1963)
  - Neosiro kamiakensis Newell, 1943
  - Neosiro ligiae (Giribet, 2017)
  - Neosiro richarti (Benavides & Giribet, 2017)
  - † Neosiro balticus (Dunlop & Mitov, 2011)
- Neosiro (Tillamooksiro) Karaman, 2022
  - Neosiro martensi Karaman, 2022

## Classification
Ce genre a été décrit par Newell en 1943. Il est placé en synonymie avec Siro par Shear en 1980. Il est relevé de synonymie par Karaman en 2022.

## Publication originale
- Newell, 1943 : « A new sironid from North America (Opiliones, Cyphophthalmi, Sironidae). » Transactions of the American Microscopical Society, vol. 62, p. 416–422.